# Orwell (rzeka)
Orwell (ang. River Orwell) – rzeka we wschodniej Anglii, w hrabstwie Suffolk, stanowiąca dolny, pływowy odcinek rzeki Gipping. Jej zasadniczą część stanowi estuarium, uchodzące do Morza Północnego.
Rzeka Gipping przyjmuje nazwę Orwell na wysokości śluzy Horseshoe Sluice przy Yarmouth Road, w zachodniej części miasta Ipswich, stanowiącej granicę zasięgu pływów morskich. Rzeka kontynuuje bieg przez Ipswich, po czym jej koryto znacznie się poszerza, tworząc estuarium. Tuż przed ujściem do morza zbiega się z nim estuarium rzeki Stour. Nad ujściem, na przeciwnych brzegach zlokalizowane są miasta Harwich i Felixstowe.
Estuarium wpisane jest na listę obszarów chronionych konwencją ramsarską.